# Couches
Couches is een gemeente in het Franse departement Saône-et-Loire (regio Bourgogne-Franche-Comté). De plaats maakt deel uit van het arrondissement Autun. Couches telde op 1 januari 2022 1.211 inwoners.

## Geschiedenis
In de Gallo-Romeinse tijd liep hier de Via Agrippa. Deze weg bleef ook tijdens de middeleeuwen en nadien in gebruik.

### Kerken
In de achtste eeuw werd de Saint-Georgesabdij gesticht. Na een bloeitijd raakte de abdij in 1018 ondergeschikt aan de abdij van Flavigny en werd het een priorij. In 1359 werd het klooster in brand gestoken door de Engelsen tijdens de Honderdjarige Oorlog. De schade werd hersteld in de vijftiende eeuw maar het klooster werd bestuurd door priors in commendam en kwam niet meer tot bloei. In 1618 kocht de gemeente Autun het klooster en maakte er een buitenhuis van haar jezuïetencollege van.
Naast het klooster ontstond een aparte parochie in Couches, gewijd aan Sint-Maarten. Rond 1480 werd een nieuwe parochiekerk gebouwd om een oudere, romaanse kerk te vervangen. Deze kerk werd gerestaureerd en vergroot in de negentiende eeuw. Een derde kerk in Couches, de Saint-Nicolas, ontstond uit de ziekenhuiskapel bij het kasteel van Couches. In 1481 werd de Saint-Nicolaskerk zelfs een kapittelkerk.

### Dorp
De grens tussen het koninkrijk Frankrijk en het hertogdom Bourgondië liep door Couches. Bijgevolg was er sprake van twee jurisdicties. Couches was een handelscentrum met twee jaarmarkten, een in het voorjaar en een in het najaar. Wegens zijn ligging kende het dorp meermaals oorlogsgeweld.

## Geografie
De oppervlakte van Couches bedroeg op 1 januari 2022 19,52 vierkante kilometer; de bevolkingsdichtheid was toen 62 inwoners per km².

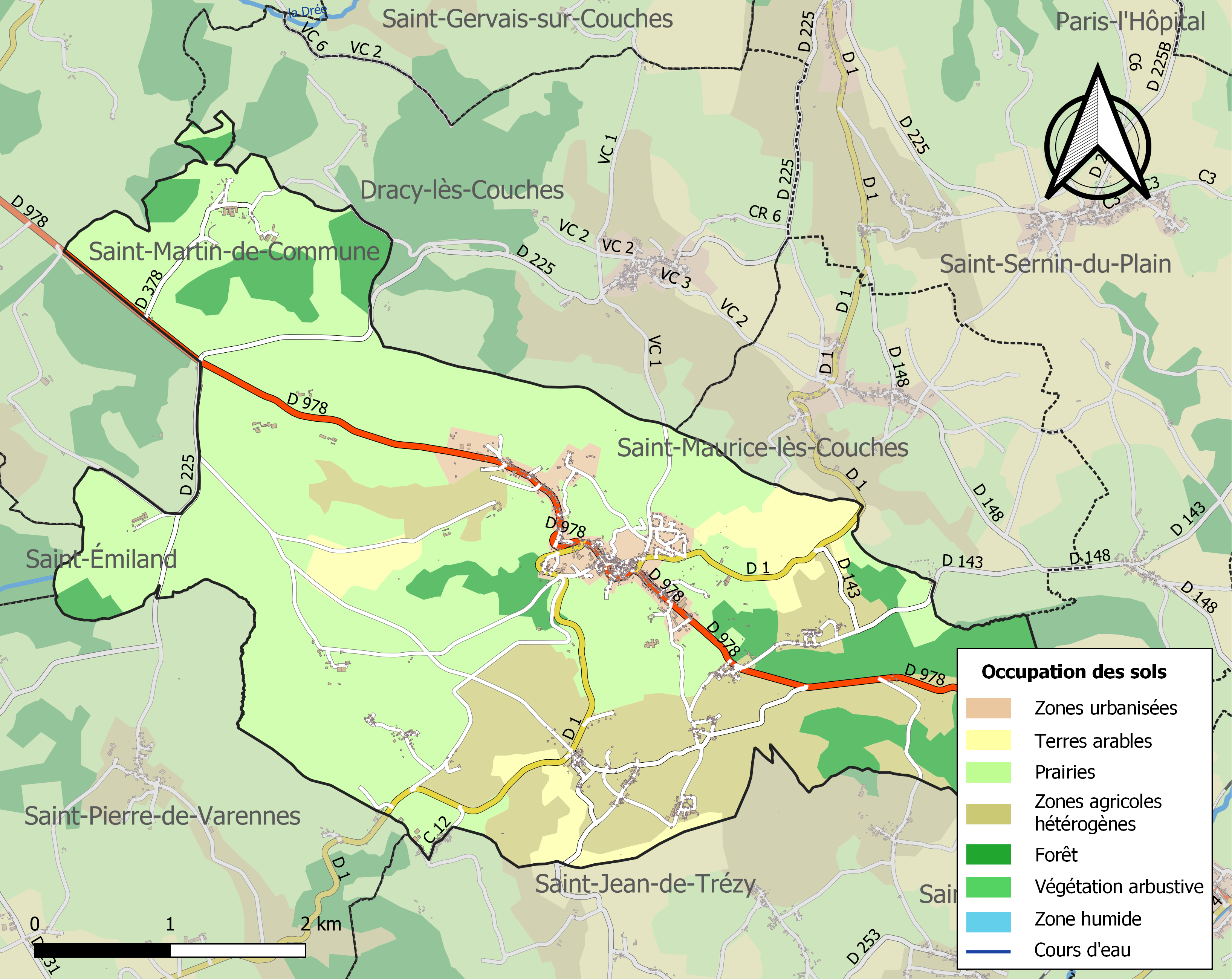
Kaart van de gemeente met de belangrijkste infrastructuur, bodemgebruik en omliggende gemeenten

## Demografie
Onderstaande figuur toont het verloop van het inwonertal (bron: INSEE-tellingen).